# Fouesnant
Fouesnant (bret. Fouenant) – miejscowość i gmina we Francji, w regionie Bretania, w departamencie Finistère.
Według danych na rok 1990 gminę zamieszkiwały 6524 osoby, a gęstość zaludnienia wynosiła 199 osób/km² (wśród 1269 gmin Bretanii Fouesnant plasuje się na 54. miejscu pod względem liczby ludności, natomiast pod względem powierzchni na miejscu 229.).